# 井田香奈子
井田 香奈子（いだ かなこ、1969年 - ）は、日本のジャーナリスト。朝日新聞論説委員。元ブリュッセル支局長。

## 略歴
- 東京大学大学院修了（学際情報学）。1992年朝日新聞社入社。北海道報道部、京都支局、東京社会部、米国留学、ブリュッセル支局長[2]などを経て、現在は論説委員。
- 自転車を入手して「ブリュッセロワ」（ブリュッセル住民）化を進めている[3]。

## 役職
- ブリュッセル支局長 - 2008年〜2011年
- 論説委員 (司法社説担当)

## 参照
- aサロン＿特派員　世界を走る＿言葉をめぐる現実（ベルギー発）
- aサロン＿特派員　世界を走る＿裁判員は何を語る（ブリュッセル発）
- aサロン＿特派員　世界を走る＿レンタル刑務所の行方は（ブリュッセル発）

## 関連事項
- 朝日新聞社
  - 朝日新聞